# Marché automobile français en 2019
Marché automobile français par année
- 2015
- 2016
- 2017
- 2018
- 2019
- 2020
- 2021
- 2022
- 2023

Le marché automobile français des voitures particulières en 2019 s'établit à 2 214 279 unités vendues, soit une hausse de 1,9 % par rapport à 2018 (1 188 156 unités).

## Évolution du marché français
(échelle en milliers de véhicules neufs)

## Classement des 50 modèles les plus vendus en France

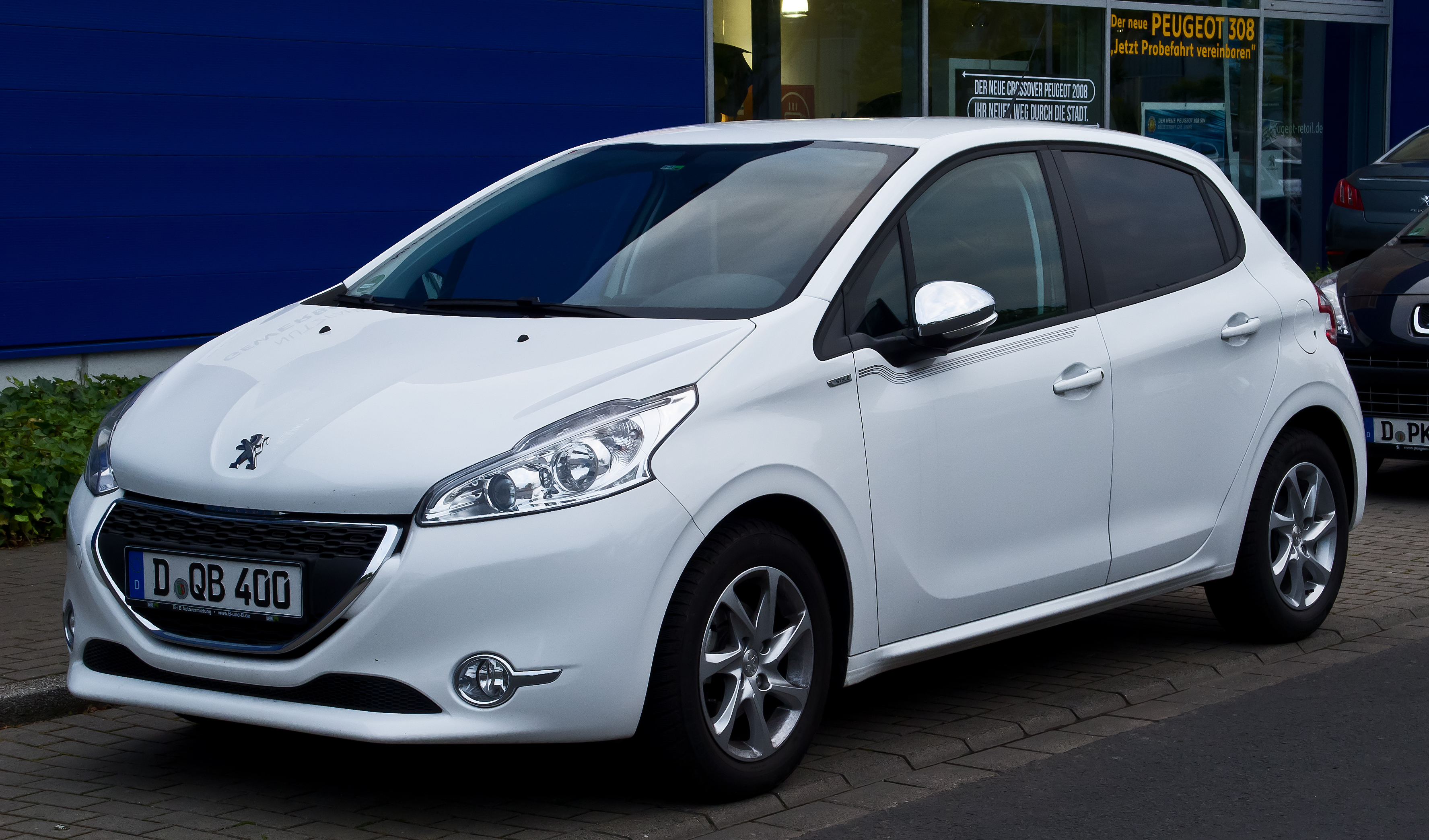
Peugeot 208, meilleure vente du marché français 2019

| Rang | Modèle                  | Ventes | Part de marché |
| ---- | ----------------------- | ------ | -------------- |
| 1re  | Peugeot 208 I           | 87 285 | 3,9 %          |
| 2e   | Citroën C3 III          | 80 757 | 3,6 %          |
| 3e   | Renault Clio IV         | 80 079 | 3,6 %          |
| 4e   | Peugeot 308 II          | 72 940 | 3,3 %          |
| 5e   | Dacia Sandero II        | 69 343 | 3,1 %          |
| 6e   | Renault Captur          | 64 050 | 2,9 %          |
| 7e   | Peugeot 2008 I          | 59 218 | 2,7 %          |
| 8e   | Peugeot 3008 II         | 56 435 | 2,5 %          |
| 9e   | Renault Clio V          | 56 435 | 2,3 %          |
| 10e  | Renault Twingo III      | 50 724 | 2,3 %          |
| 11e  | Dacia Duster II         | 48 957 | 2,2 %          |
| 12e  | Citroën C3 Aircross     | 46 946 | 2,1 %          |
| 13e  | Renault Mégane IV       | 44 212 | 2 %            |
| 14e  | Toyota Yaris III        | 41 789 | 1,9 %          |
| 15e  | Volkswagen Polo VI      | 38 941 | 1,8 %          |
| 16e  | Citroën C5 Aircross     | 34 698 | 1,6 %          |
| 17e  | Renault Kadjar          | 28 982 | 1,3 %          |
| 18e  | Peugeot 5008 II         | 28 669 | 1,3 %          |
| 19e  | Opel Corsa V            | 27 698 | 1,3 %          |
| 20e  | Ford Fiesta VII         | 24 082 | 1,1 %          |
| 21e  | Volkswagen Golf VII     | 22 395 | 1 %            |
| 22e  | Volkswagen T-Roc        | 22 325 | 1 %            |
| 23e  | Fiat 500 III            | 21 955 | 1 %            |
| 24e  | Volkswagen Tiguan II    | 21 799 | 1 %            |
| 25e  | Peugeot 108             | 21 588 | 1 %            |
| 26e  | Citroën C4 Cactus       | 20 905 | 0,9 %          |
| 27e  | Renault Scénic IV       | 2 036  | 0,9 %          |
| 28e  | Nissan Qashqai II       | 20 053 | 0,9 %          |
| 29e  | Mercedes Classe A IV    | 20 051 | 0,9 %          |
| 30e  | Renault Zoe             | 18 817 | 0,8 %          |
| 31e  | Citroën C4 SpaceTourer  | 18 356 | 0,8 %          |
| 32e  | Peugeot 208 II          | 18 304 | 0,8 %          |
| 33e  | Toyota C-HR             | 16 986 | 0,8 %          |
| 34e  | Mini IV                 | 16 880 | 0,8 %          |
| 35e  | Citroën C1 II           | 16 864 | 0,8 %          |
| 36e  | Fiat 500X               | 16 183 | 0,7 %          |
| 37e  | Fiat Panda III          | 15 874 | 0,7 %          |
| 38e  | Renault Grand Scénic IV | 15 513 | 0,7 %          |
| 39e  | Peugeot 508 II          | 15 477 | 0,7 %          |
| 40e  | Toyota Aygo II          | 15 303 | 0,7 %          |
| 41e  | DS 7 Crossback          | 14 099 | 0,6 %          |
| 42e  | Volkswagen T-Cross      | 13 635 | 0,6 %          |
| 43e  | Peugeot Rifter          | 13 526 | 0,6 %          |
| 44e  | Opel Crossland          | 13 124 | 0,6 %          |
| 45e  | Ford Focus IV           | 12 745 | 0,6 %          |
| 46e  | Seat Arona              | 12 571 | 0,6 %          |
| 47e  | BMW X1                  | 12 191 | 0,6 %          |
| 48e  | Citroën Berlingo III    | 12 100 | 0,5 %          |
| 49e  | Ford EcoSport II        | 11 649 | 0,5 %          |
| 50e  | Suzuki Swift III        | 11 425 | 0,5 %          |

## Classement par marques
| Rang | Nom de la marque | Volume de ventes 2019 | Volume de ventes 2018 | Variation | Part de marché |
| ---- | ---------------- | --------------------- | --------------------- | --------- | -------------- |
| 1re  | Renault          | 407 134               | 406 222               | 0,22 %    | 18,39 %        |
| 2e   | Peugeot          | 379 582               | 389 518               | 2,55 %    | 17,14 %        |
| 3e   | Citroën          | 235 110               | 213 844               | 9,94 %    | 10,62 %        |
| 4e   | Volkswagen       | 149 105               | 140 313               | 6,27 %    | 6,73 %         |
| 5e   | Dacia            | 138 977               | 140 326               | 0,96 %    | 6,28 %         |
| 6e   | Toyota           | 101 730               | 97 286                | 4,57 %    | 4,59 %         |
| 7e   | Ford             | 78 838                | 82 633                | 4,59 %    | 3,56 %         |
| 8e   | Fiat             | 71 666                | 78 226                | 8,39 %    | 3,24 %         |
| 9e   | Mercedes-Benz    | 65 808                | 70 214                | 6,7 %     | 3,17 %         |
| 10e  | Opel             | 66 901                | 71 619                | 6,59 %    | 3,02 %         |
| 11e  | BMW              | 58 751                | 57 337                | 2,11 %    | 2,65 %         |
| 12e  | Audi             | 57 533                | 51 582                | 11,15 %   | 2,59 %         |
| 13e  | Kia              | 45 056                | 42 313                | 6,48 %    | 2,03 %         |
| 14e  | Nissan           | 42 313                | 59 606                | 29,01 %   | 1,91 %         |
| 15e  | Hyundai          | 39 970                | 35 542                | 12,46 %   | 1,81 %         |
| 16e  | Seat             | 37 148                | 31 219                | 18,99 %   | 1,68 %         |
| 17e  | Skoda            | 36 498                | 31 423                | 16,15 %   | 1,65 %         |
| 18e  | Suzuki           | 30 758                | 27 241                | 12,91 %   | 1,39 %         |
| 19e  | Mini             | 27 148                | 27 378                | 0,8 %     | 1,23 %         |
| 20e  | DS Automobiles   | 26 845                | 24 004                | 11,84 %   | 1,21 %         |
| 21e  | Volvo            | 21 696                | 18 349                | 18,24 %   | 0,98 %         |
| 22e  | Jeep             | 11 541                | 13 191                | 12,51 %   | 0,52 %         |
| 23e  | Smart            | 10 494                | 7 446                 | 40,93 %   | 0,47 %         |
| 24e  | Honda            | 8 196                 | 8 309                 | 1,36 %    | 0,37 %         |
| 25e  | Land Rover       | 7 878                 | 6 803                 | 15,8 %    | 0,36 %         |
| 26e  | Mitsubishi       | 7 207                 | 4 879                 | 47,71 %   | 0,33 %         |
| 27e  | Lexus            | 7 158                 | 6 101                 | 17,32 %   | 0,32 %         |
| 28e  | Porsche          | 5 572                 | 4 567                 | 22,01 %   | 0,25 %         |
| 29e  | Alfa Romeo       | 3 937                 | 8 332                 | 52,75 %   | 0,18 %         |
| 30e  | Jaguar           | 3 561                 | 4 580                 | 22,25 %   | 0,16 %         |
| 31e  | Alpine           | 3 172                 | 1 156                 | 174,39 %  | 0,14 %         |
| 32e  | Subaru           | 510                   | 720                   | 29,17 %   | 0,02 %         |
| 33e  | Maserati         | 420                   | 606                   | 30,69 %   | 0,02 %         |
| 34e  | Ferrari          | 339                   | 270                   | 25,56 %   | 0,02 %         |
| 35e  | Infiniti         | 216                   | 945                   | 77,14 %   | 0,01 %         |
| 36e  | Chevrolet        | 52                    | 92                    | 43,48 %   | 0 %            |
| 37e  | Cadillac         | 13                    | 19                    | 31,58 %   | 0 %            |
| 38e  | Rolls-Royce      | 10                    | 16                    | 37,5 %    | 0 %            |

## Classement par groupes
| Rang | Nom du groupe     | Volume de ventes | Part de marché | Variation |
| ---- | ----------------- | ---------------- | -------------- | --------- |
| 1re  | Groupe PSA        | 708 438          | 31,99 %        | 1,35 %    |
| 2e   | Groupe Renault    | 549 283          | 24,81 %        | 0,29 %    |
| 3e   | Groupe Volkswagen | 286 096          | 12,92 %        | 10,35 %   |
| 4e   | Groupe Toyota     | 108 888          | 4,92 %         | 5,32 %    |
| 5e   | Groupe FCA        | 87 566           | 3,95 %         | 12,74 %   |
| 6e   | Groupe BMW        | 85 919           | 3,88 %         | 1,16 %    |
| 7e   | Groupe Hyundai    | 85 026           | 3,84 %         | 9,21 %    |
| 8e   | Groupe Daimler    | 80 708           | 3,64 %         | 10,18 %   |
| 9e   | Groupe Ford       | 78 838           | 3,56 %         | 4,59 %    |
| 10e  | Groupe Nissan     | 42 529           | 1,92 %         | 29,76 %   |
| 11e  | Suzuki            | 30 758           | 1,39 %         | 12,91 %   |
| 12e  | Groupe Geely      | 21 696           | 0,98 %         | 18,24 %   |
| 13e  | Groupe Tata       | 11 439           | 0,52 %         | 0,49 %    |

Constitution des groupes automobiles en 2019
- PSA :
  - Peugeot
  - Citroën
  - DS Automobiles
  - Opel

- Groupe Renault :
  - Renault
  - Dacia
  - Alpine

- Volkswagen AG :
  - Volkswagen
  - Audi
  - Seat
  - Škoda
  - Porsche
  - Bentley
  - Lamborghini
  - Bugatti

- Groupe Ford :
  - Ford

- Geely Holding Group :
  - Volvo

- General Motors :
  - Chevrolet
  - Cadillac
  - Corvette

- Groupe Toyota :
  - Toyota
  - Lexus
  - Daihatsu

- FCA :
  - Fiat
  - Alfa Romeo
  - Lancia
  - Abarth
  - Maserati
  - Chrysler
  - Jeep
  - Dodge
  - RAM

- Groupe BMW :
  - BMW
  - Mini
  - Rolls-Royce

- Daimler AG :
  - Mercedes-Benz
  - Smart

- Groupe Nissan :
  - Nissan
  - Infiniti
  - Datsun

- Groupe Hyundai :
  - Hyundai
  - Kia

- Groupe Tata :
  - Jaguar
  - Land Rover